# Печеськи
Пече́ськи — село в Україні, у Лісовогринівецькій сільській територіальній громаді Хмельницького району Хмельницької області. Населення становить 398 осіб. Відстань до райцентру становить близько 17 км (автошляхом Н03).

## Населення

### Мова
Розподіл населення за рідною мовою за даними перепису 2001 року:
| Мова            | Кількість | Відсоток |
| --------------- | --------- | -------- |
| українська      | 395       | 99.25%   |
| російська       | 2         | 0.50%    |
| інші/не вказали | 1         | 0.25%    |
| Усього          | 398       | 100%     |

## Пам'ятки природи
Неподалік від села розташований Моломолинцівський гідрологічний заказник.

## Відомі люди
У селі народився народний артист України Костянтин Степанков (справжнє прізвище Волощук).

## Галерея

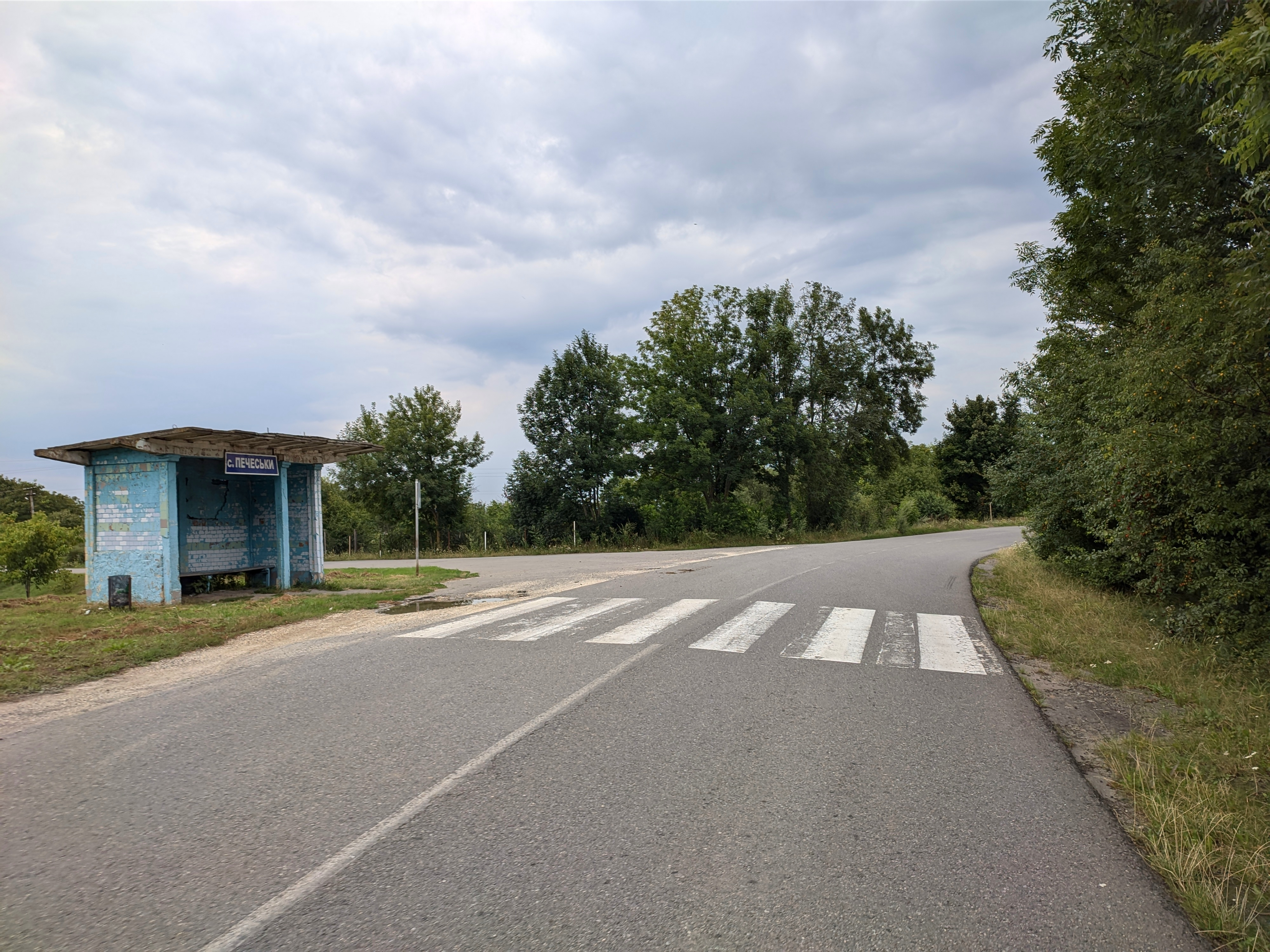
Автобусна зупинка
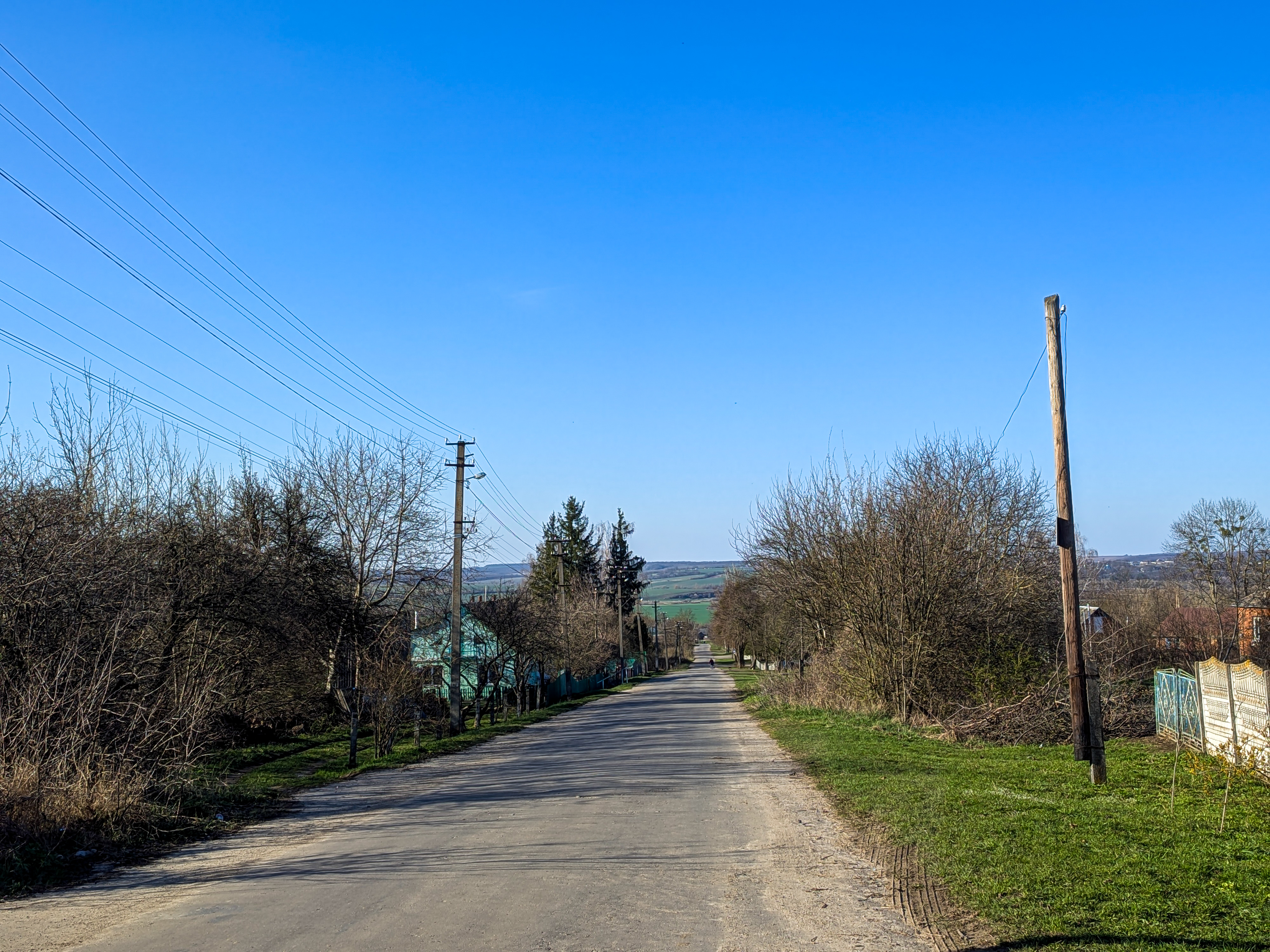
Вулиця Миру
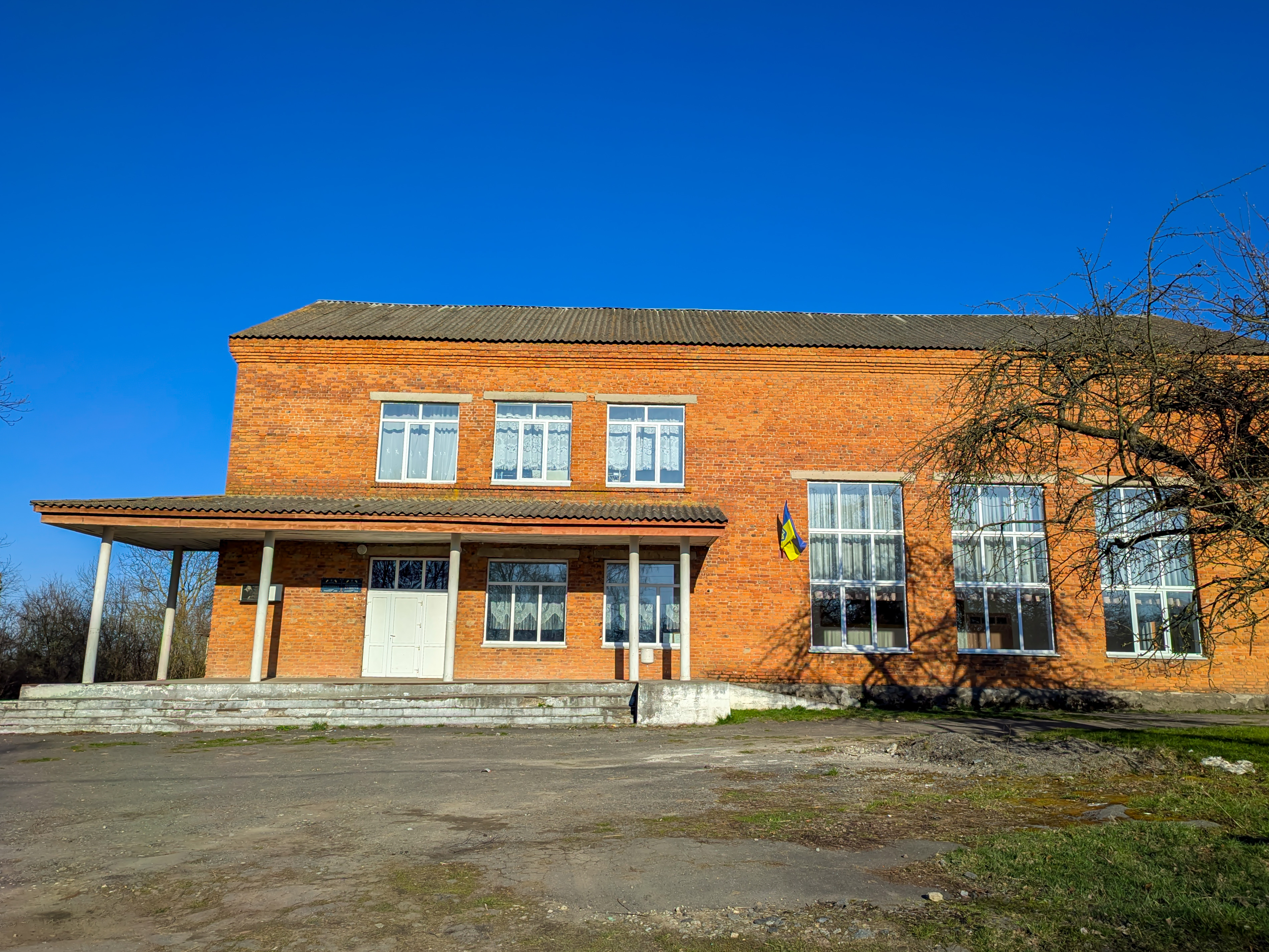
Будинок культури
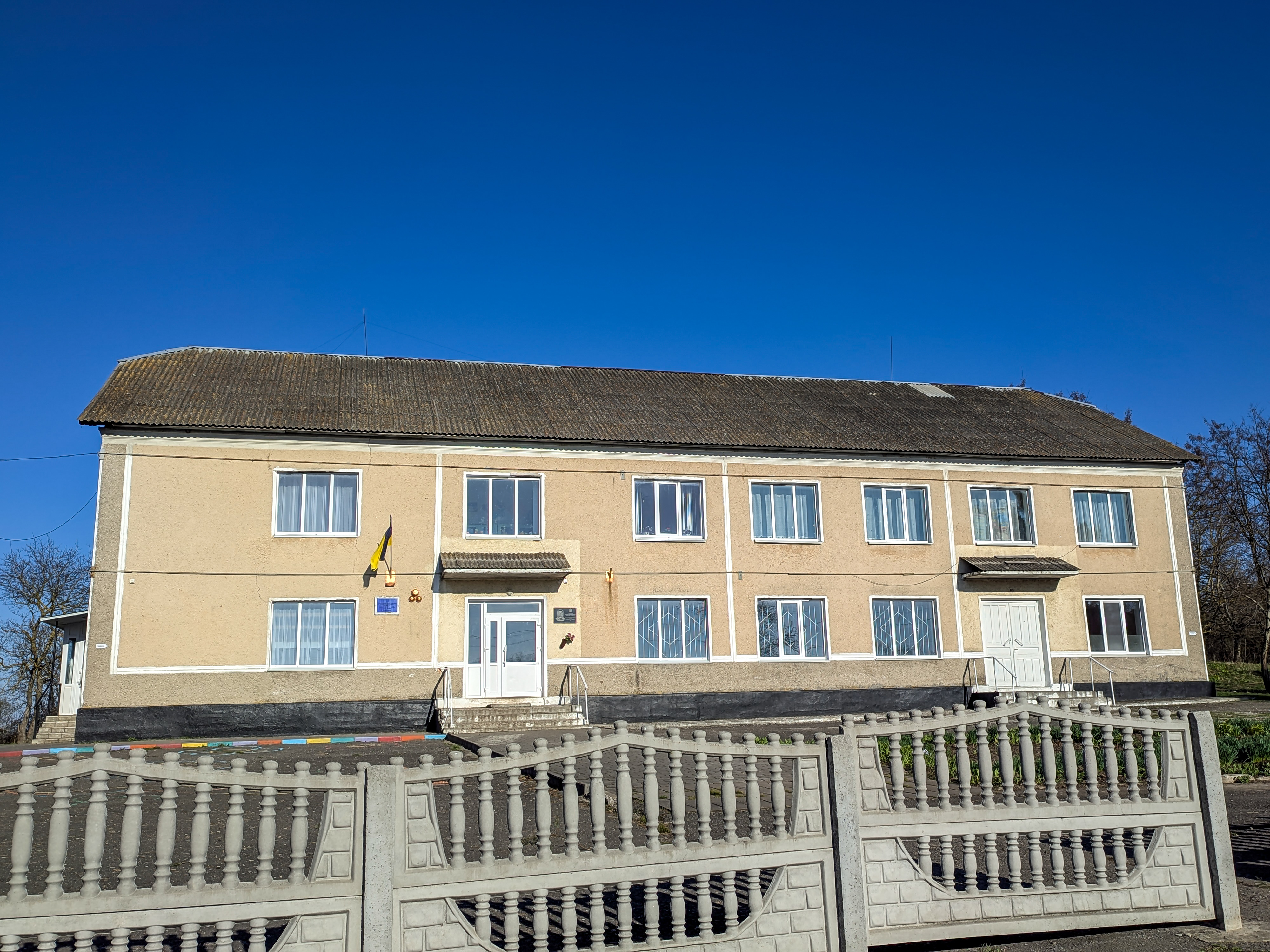
Школа
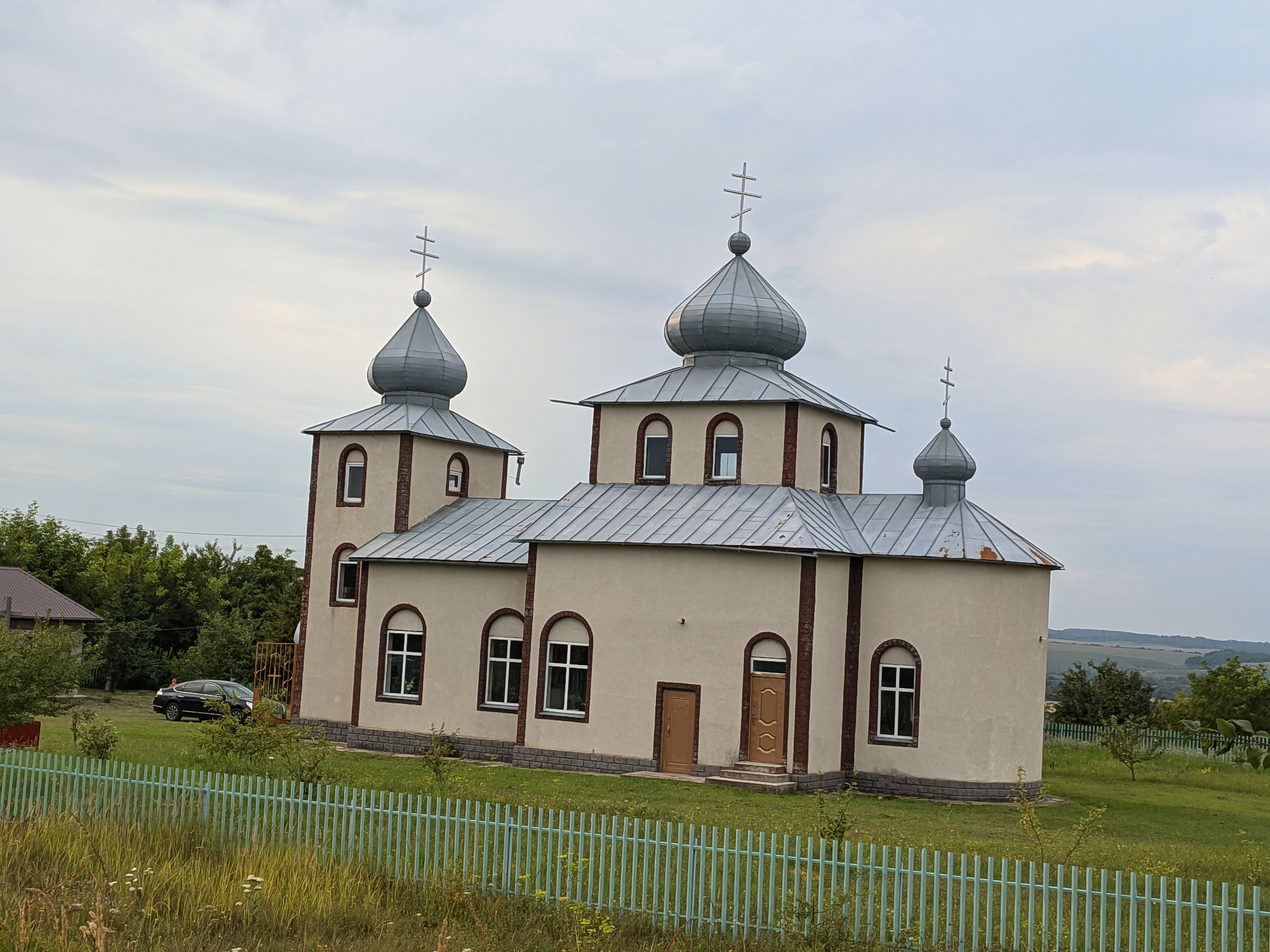
Хресто-воздвиженська церква
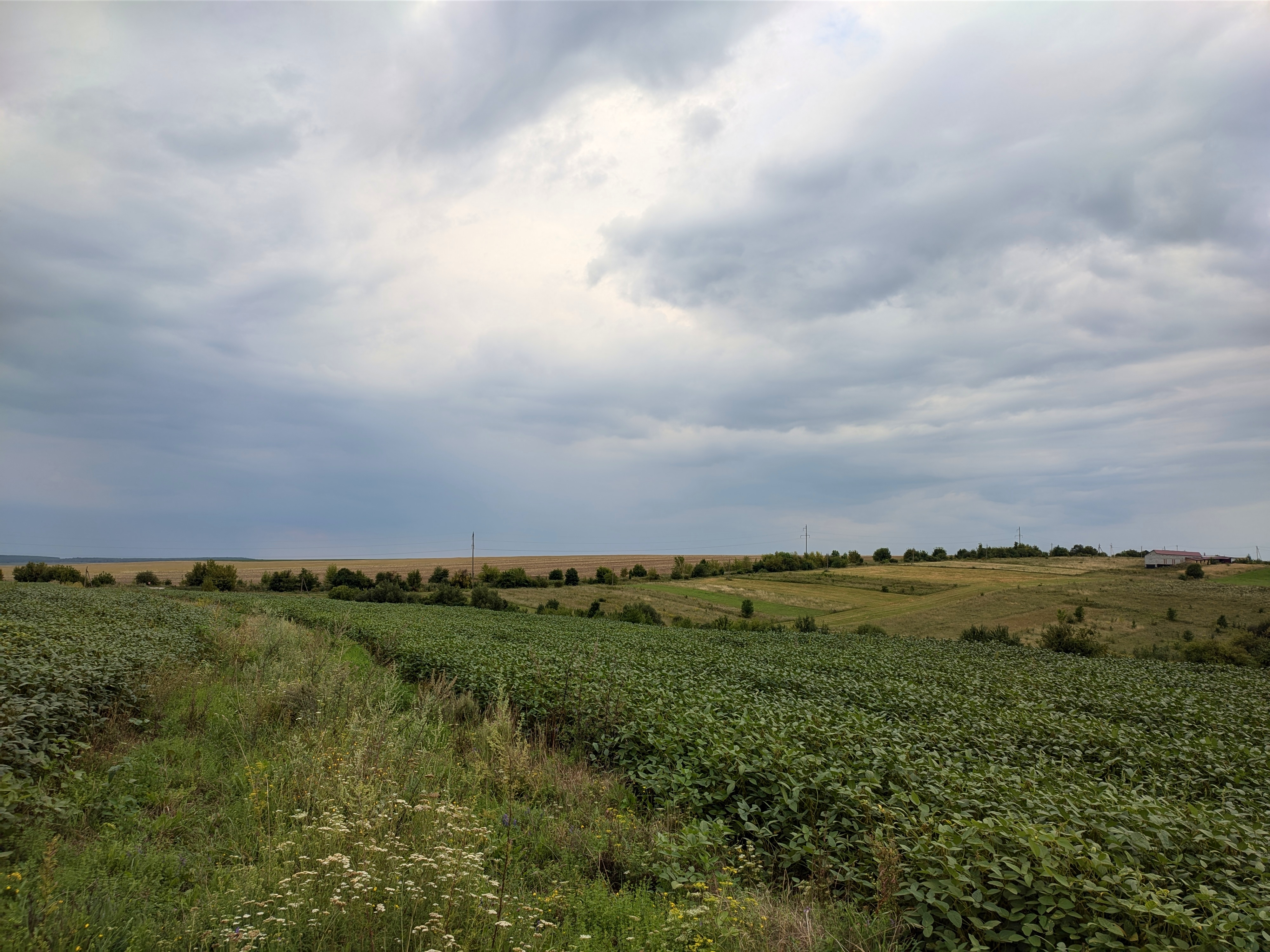
Околиці села